# Алтыарык
Алтыарык (узб. Oltiariq / Олтиариқ) — посёлок городского типа (с 1980 года) в Узбекистане. Административный центр Алтыарыкского района Ферганской области. Посёлок расположен к западу от города Фергана, в 4 км от одноимённой железнодорожной станции (на линии Ахунбабаева — Коканд).

## Население
| Год  | Население, человек |
| ---- | ------------------ |
| 2020 | 22000х             |